# LG메트로시티
LG메트로시티(영어: LG METRO CITY)는 대한민국 부산광역시 남구 용호동에 위치한 대단지 아파트이다. 1차부터 5차까지 있으며 한 아파트로 친다. 평수는 25평부터 92평까지의 다양한 평수로 구성이 되어 있으며 80개의 동 7400여세대로 2017년 기준 국내 입주한 아파트 단지중 가장 규모가 크다. 중대형 평수가 많아 신축 아파트이던 시절에는 부산 최고의 부촌으로 부상하기도 했었다. 본래 이곳은 바다였으며 매립을 해서 만든 매립지이다. 동국제강의 공장 터로 사용하다가 동국제강 공장이 이전을 한후 2001년에 건설이 되어 2004년에 완공하였다. 80개의동 아파트, 주거시설로 이루어져 있다.
1차~5차를 모두 합하면 7374세대로 2017년 기준 국내 아파트중 가장 규모가 크다. 단지 내부에 유치원, 초등학교 2개, 중학교, 고등학교가 모두 있다. 
놀이터가 4~5동에 1개씩 있다. 이외에 중앙공원, 휘트니스 센터 등이 있다. 
주변에 광안대교가 위치해 있다. 유람선 탑승선 다이아몬드 베이가 있다.